# Eskimo
Eskimo – amerykański dramat filmowy z 1933 roku w reżyserii W.S. Van Dyke'a.

## Nagrody i nominacje
| Nazwa nagrody | Wygrane                                | Nominacje    |
| ------------- | -------------------------------------- | ------------ |
| Oscar         | 1935 Najlepszy montaż Conrad A. Nervig | 1935 wygrana |